# Bascharage
Bascharage (in lussemburghese: Nidderkäerjeng, in tedesco: Niederkerschen) è un comune soppresso del Lussemburgo sud-occidentale e capoluogo del comune di Käerjeng. Fa parte del cantone di Capellen, nel distretto di Lussemburgo.
Il 1º gennaio 2012 il comune di Bascharage si è fuso con il comune di Clemency per formare il nuovo comune di Käerjeng.
Nella cittadina ha sede la Brasserie Nationale, che distilla la birra Bofferding. Si tratta di uno dei più grandi birrifici del Paese.
Vi si trova inoltre un laboratorio di taglio di pietre preziose.

## Comune soppresso
Oltre al centro abitato di Bascharage, facevano parte del comune le località di Hautcharage e Linger.
Nel 2005 il comune di Bascharage aveva una popolazione di 6 958 abitanti su una superficie di 19,14 km².

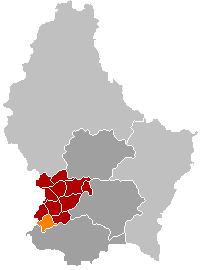
Territorio del comune di Bascharage, dal 2012 facente parte del comune di Käerjeng

## Sport
La locale squadra di pallamano l'Handball Käerjeng da quest'anno sarà allenata dall'allenatore italiano Riccardo Trillini e ci giocheranno il pivot della nazione italiana Pasquale Maione ed il terzino sinistro Alessio Volpi.

### Calcio
La squadra principale della città è l'Uewer Nidder Käerjéng 97.